# Jean-Pierre Vigier
Jean-Pierre Vigier (6 de janeiro de 1920 — 4 de maio de 2004) foi um físico francês.
Vigier obteve um Ph.D. em matemática na Universidade de Genebra em 1946. Em 1948 foi assistente de Louis de Broglie, posição que ocupou até 1962. Publicou mais de 300 artigos científicos, e foi coautor e editor de diversos livros e anais de conferências. Foi membro do corpo editorial do periódico Physics Letters A, e foi um proponente da interpretação estocástica da mecânica quântica, baseada nas ideias de de Broglie e David Bohm. Politicamente, Vigier foi um adepto ativo do comunismo. Foi convidado para ser assistente de Einstein; mas na ocasião sua controvérsia política relacionada ao Vietnã não o permitiria obter permissão do Departamento de Estado para entrar nos Estados Unidos.